# Mykola Woronyj

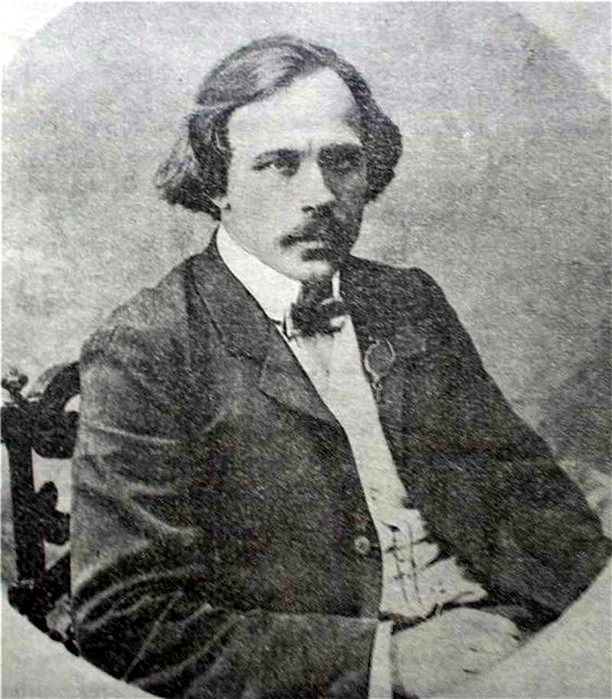
Mykola Woronyj

Mykola Kindratowytsch Woronyj (ukrainisch Микола Кіндратович Вороний; * 24. Novemberjul. / 6. Dezember 1871greg. Gouvernement Jekaterinoslaw, Russisches Kaiserreich; † 7. Juni 1938 in Odessa, Ukrainische SSR) war ein ukrainischer Schriftsteller, Übersetzer, Schauspieler und politischer Aktivist.

## Leben
Woronyj studierte, von Verhaftungen aufgrund seiner politischen Tätigkeit (er hatte Verbindungen zu den Narodniki und verteilte verbotene Literatur) unterbrochen, an den Pädagogischen Instituten von Charkiw und Rostow am Don. Nach dem Ende einer dreijährigen Überwachung durch die zaristische Polizei studierte er im Ausland an den Universitäten von Wien und Lemberg, wo er Iwan Franko kennen lernte. Im Anschluss an sein Studium wurde er Direktor am ukrainischen Theater von Ternopil. 1897 kehrte er in den russisch beherrschten Teil der Ukraine zurück und engagierte sich als Schauspieler an den Theaterensembles von Marko Kropywnyzkyj und Panas Saksahanskyj. Zu dieser Zeit wurde er Mitglied der Revolutionären Ukrainischen Partei.
Ab 1901 arbeitete er in der Verwaltung des Gouvernements Tschernigow und verfassten Dramen-Kritiken. 
1910 übersiedelte Mykola Woronyj nach Kiew und veröffentlichte dort 1911 seine erste Gedichtsammlung Lyrik (Ліричні поезії) und 1913 Im Glanz der Träume (В сяйві мрій).
Nach der Februarrevolution von 1917 wurde er einer der Gründer und Leiter des ukrainischen Nationaltheaters in Kiew sowie Gründungsmitglied der Zentralna Rada der Ukrainischen Volksrepublik. 1920 emigrierte er ins Ausland und war 1920/1921 weiterhin in leitender Position für die ukrainische Exilregierung in Warschau tätig. Dort gab er 1920 eine Sammlung neuer Gedichte „Für die Ukraine“ (За Україну) heraus.
Von Warschau zog er nach Lemberg und lehrte dort an der Musikakademie und der Schauspielschule. 1926 emigrierte Woronyj in die Ukrainischen SSR. Dort lehrte er zunächst am Charkiwer Musik- und Theaterinstitut und zog später nach Kiew, wo er als Drehbuchautor, Kritiker und Übersetzer tätig war.
Der NKWD nahm ihn 1934 wegen angeblicher Spionage für Polen fest und er wurde für drei Jahre nach Woronesch verbannt. Ab 1937 lebte er im Dorf Hlynjane (Глиняне) in der Oblast Kirowohrad. Dort wurde er während des Großen Terrors am 29. April 1938 erneut verhaftet, wegen konterrevolutionären Aktivitäten zum Tode verurteilt und am 7. Juni in Odessa erschossen. Nach Stalins Tod rehabilitiert ihn das Präsidium des Kirowohrader Landesgericht am 10. November 1957 und 1959 wurde eine Sammlung seiner Gedichte "Ausgewählte Gedichte" veröffentlicht.
Mykola Woronyjs Sohn Marko Woronyj, der ebenfalls Dichter und Übersetzer war, gehörte zur ukrainischen Künstlergeneration der in Sandarmoch hingerichteten Wiedergeburt.
Bekanntheit erlangte Woronyj als ein Übersetzer des sozialistischen Kampfliedes Die Internationale ins Ukrainische.